# 庆和站
慶和站（：／ Gyeonghwa yeok */?）是位于韩国庆尚南道昌原市镇海区慶和洞的一座鐵路站，属于镇海线。

## 历史
- 1926年11月11日 - 落成使用。

## 相鄰車站
韓國鐵道公社
鎮海線
聖住寺－慶和－鎮海